# Leslie Neale
Leslie Frances Neale (* vor 1987) ist eine Regisseurin, Schauspielerin und Produzentin.

## Leben
Neale begann ihre Karriere bereits als Kind am Dallas Theater Center und absolvierte dann die University of Texas at Austin.
Als Schauspielerin spielte Neale unter anderem in den Filmen Süchtig (1988), Liebling, jetzt haben wir ein Riesenbaby (1992), Twilight Man (1996) und Uncle Sam – I Want You Dead (1996). Zu den Fernsehserien, in denen sie auftrat, gehören Die Schöne und das Biest (1987), Raumschiff Enterprise – Das nächste Jahrhundert (1989), Dallas (1990) und Das Seattle Duo (1996). 1998 trat sie das letzte Mal als Schauspielerin in Erscheinung und widmete sich dem Dokumentarfilm.
Dabei betätigte sie sich als Regisseurin, Drehbuchautorin und Produzentin in mehreren Filmen, wobei ihr Augenmerk besonders auf das Thema soziale Gerechtigkeit in der Strafjustiz gerichtet ist. Mit ihrem 1998 und 1999 mehrfach preisgekrönten Film Road to Return, der von Tim Robbins kommentiert wird und der dem Kongress der Vereinigten Staaten vorgespielt wurde, forderte sie erfolgreich die Genehmigung eines Gesetzes, das in sieben Bundesstaaten zur Gründung eines Nachsorge-Programms für Gefängnisinsassen führte. Im Jahr 2004 erschien ihr Film Juvies, der von Mark Wahlberg kommentiert wird und der auf drakonische Strafen für jugendliche Straftäter hinweist, die diese Taten entweder nicht begangen haben oder nur geringfügig daran beteiligt waren. Der Film erhielt neben einer International-Documentary-Association-Award-Nominierung den Beverly-Hills-Film-Festival-Jury-Award. Er gilt als einer der zehn besten Human-Rights-Watch-Filme 2005 und wurde auch vor den Vereinten Nationen gezeigt. 2013 veröffentlichte sie ihren Film Unlikely Friends, der von Mike Farrell kommentiert wird.
Im November 1990 heiratete sie den Musiker John Densmore. Die beiden haben ein Kind und inzwischen die Scheidung beantragt.

## Filmografie

### Als Schauspielerin
- 1987: Die Schöne und das Biest (Beauty and the Beast, Fernsehserie, eine Folge)
- 1988: Süchtig (Clean and Sober)
- 1989: Ein gesegnetes Team (Father Dowling Mysteries, Fernsehserie, eine Folge)
- 1989: Herzschlag des Lebens – Göttinnen in Weiß (Heartbeat, Fernsehserie, eine Folge)
- 1989: Ein Vater zuviel (My Two Dads, Fernsehserie, eine Folge)
- 1989: Raumschiff Enterprise – Das nächste Jahrhundert (Star Trek: The Next Generation, Fernsehserie, eine Folge)
- 1989: Agentin mal zwei (Double Your Pleasure, Fernsehfilm)
- 1989: Desperado 5: Land ohne Gesetz (Desperado: Badlands Justice, Fernsehfilm)
- 1990: Dallas (Fernsehserie, 2 Folgen)
- 1990: Gremlins 2 – Die Rückkehr der kleinen Monster (Gremlins 2 – The New Batch)
- 1991: Seinfeld (Fernsehserie, eine Folge)
- 1992: Liebling, jetzt haben wir ein Riesenbaby (Honey, I Blew Up the Kid)
- 1994: Viper (Fernsehserie, eine Folge)
- 1995: Lauf, Jane lauf! (See Jane Run, Fernsehfilm)
- 1996: Twilight Man (Fernsehfilm)
- 1996: Uncle Sam – I Want You Dead
- 1996: Das Seattle Duo (Mr. & Mrs. Smith, Fernsehserie, eine Folge)
- 1998: Shadow of Doubt – Schatten eines Zweifels (Shadow of Doubt)

### Als Regisseurin von Dokumentarfilmen
- 1998: Road to Return
- 2004: Juvies
- 2013: Unlikely Friends